# L'unione liberale
L'unione liberale fu un settimanale fondato a Terni e pubblicato per la prima volta il 22 agosto 1880. Trattasi del periodico umbro dell'epoca che ebbe maggiore continuità, rimanendo infatti in vita per ben 46 anni. Il ruolo di Direttore Responsabile fu ricoperto dall'avv. Stefano Lazzari, per quanto concerne invece il suo programma risulta molto indicativo quanto riportato nel numero del 10 ottobre 1880. Vi si legge: “Lo scopo nostro fu quello di riunire in un sol fascio i liberali d'ogni organizzazione per abbattere sino alla radice l'invadente reazione clericale che in ogni parte d'Italia, non meno che fra noi, va estendendo le sue spire per riprendere quella supremazia che ha dovuto cedere alla forza dell'umano progresso”. Una analoga edizione venne quindi fondata a Perugia ed è attualmente consultabile presso la Biblioteca Augusta del capoluogo umbro.
L'Unione Liberale fu uno dei quotidiani che presero parte ad un'adunanza della stampa umbra svoltasi a Perugia il 28 giugno 1885. L'assemblea, voluta dal direttore de L'Annunziatore Umbro Sabino Virgilio Alterocca, doveva avere lo "scopo di concordare un vero patto di fratellanza a rendere meno arduo e più proficuo il nobilissimo compito che la Stampa si propone”. Vi parteciparono, oltre al quotidiano organizzatore, L'Unione Liberale di Perugia, La Provincia dell'Umbria, Lo Spartaco di Spoleto, L'Unione Liberale di Terni (rappresentata dall'avv. Stefano Lazzari), Il Topino di Foligno, Il Progresso Agricolo di Foligno e L'Umbria Agricola di Perugia. A questi vanno inoltre aggiunti la Nuova Umbria di Spoleto, Il Municipio di Città di Castello e l'Obolo del povero di Rocca Sinibalda (aderirono ma senza prendere parte al congresso). Nel corso dell'assemblea furono presentati ed approvati undici punti.